# Amieur
Amieur è un comune dell'Algeria, situato nella provincia di Tlemcen.